# Hürriyet
Hürriyet – turecki dziennik założony w 1948 roku. Dzienny nakład pisma wynosi 315 tys. egzemplarzy (stan na 2018 rok).
Założycielem gazety był Süleyman Sedat Simavi, wnuk wezyra Imperium Osmańskiego, dziennikarz, rysownik i reżyser filmowy. W latach 30. XX wieku wydawał gazety satyryczne Yedigün (tur. Tydzień) i Karagöz (tur. Czarne oko), dekadę wcześniej założył codzienną gazetę Dersaadet (per. Brama Szczęścia). W 1946 roku powołał i objął stanowisko prezesa Stowarzyszenia Dziennikarzy Turcji i podjął decyzję o wydawaniu ogólnokrajowego dziennika.
Pierwszy numer dziennika Hürriyet (tur. Wolność) ukazał się 1 maja 1948 roku. Miał 6 stron i nakład 28000 egzemplarzy. W redakcji pracowało 48 osób, redaktorem naczelnym został Samih Tiryakioğlu, dziennikarz i tłumacz literatury francuskiej. Od pierwszego numeru nagłówek drukowany był w kolorze czerwonym. W ciągu pierwszego tygodnia nakład wzrósł do 50 tysięcy egzemplarzy. Na przełomie lat 70. i 80. XX wieku gazeta drukowana była w nakładzie 560 tysięcy egzemplarzy, w pierwszych latach XXI wieku osiągając rekordowe 600 tysięcy nakładu.